# Richfield, Utah
Richfield är administrativ huvudort i Sevier County i Utah. Jordbruket har varit viktigt för orten från första början och den frodiga marken förklarar det tidiga namnbytet från Omni till Richfield.

## Kända personer från Richfield
- Gordon Bess, tecknare
- Jake Garn, politiker